# Palazzo dell'Arte dei Mercatanti
Il Palazzo dell'Arte dei Mercatanti o di Calimala è un edificio storico del centro di Firenze, già sede dell'omonima corporazione fiorentina, situato via de' Calzaiuoli 1r-3r-5r, via Calimaruzza 2, piazza della Signoria 4A (in angolo) e via Porta Rossa 1r.

## Storia e descrizione
L'edificio, organizzato su sette assi e attualmente sviluppato per quattro piani più un volume in soprelevazione, delimita l'isolato da piazza della Signoria al canto Diamante, che costituisce la cantonata con via Porta Rossa, così denominato dalla presenza di una farmacia che aveva per insegna un diamante e che si dice fosse frequentata da Dante Alighieri. Nonostante i significativi rimaneggiamenti il fabbricato mantiene ai primi due piani, parati alla rustica, i caratteri voluti dal piano urbanistico repubblicano del 1383 che aveva comportato l'allargamento della via in ragione della grande importanza commerciale assunta da questa in età medioevale, portandola in questo primo tratto all'attuale ampiezza. A questo periodo è da ricondurre il disegno dei fornici in successione che segnano il piano terreno, seppure attualmente caratterizzato da ampie integrazioni sia in pietra sia in pietra artificiale. Su queste arcate è ancora, in piccole rotelle, l'insegna dell'Arte di Calimala, che dell'edificio (così come di molte altre case limitrofe) fu proprietaria dal 1359 al 1570, con l'aquila che aggrinfia il torsello di lana (ma anche in questo caso la maggior parte dei pietrini è stato sostituito da copie). 
Il balcone e i piani superiori si presentano nella forme assunte da un intervento della metà del Settecento. All'interno del secondo fornice tamponato su via Porta Rossa è una memoria posta nel 1766 che ricorda gli ambienti contigui della farmacia come sede dell'udienza dell'Arte e in particolare del ruolo dei frati bolognesi Roderigo e Catalano come pacieri e reggitori. 
Dal lato di via Calimaruzza, erano invece i locali della residenza, contrassegnati da un esteso rilievo con l'aquila posta su un fondo tempestato di gigli di Francia (l'Arte dei Mercatanti era chiamata anche dei panni francesi o Francesca, per le sue relazioni mercantili con la Francia), poi rimosso e ricollocato sull'ingresso della casa adiacente (segnalato da Fantozzi come casa Garbi). Secondo Limburger infatti la Residenza della corporazione, sorta nel 1359, sarebbe da identificare con gli spazi ai quali attualmente si accede dal numero civico 2: "il portale, con lo stemma della corporazione, è stato trasferito, nel secolo XIX, un poco più verso occidente". La sala dell'udienza, invece, secondo quanto segnalato da Guido Carocci, è invece da riconoscersi nell'antica farmacia di piazza della Signoria: "è ampia, coperta da volte che poggiano sopra a ricchi ed originali capitelli doppi, scolpiti in pietra. Delle decorazioni murali che dovevano indubbiamente arricchirne le volte e le pareti non resta alcuna traccia". 
Nell'edificio trovano attualmente sede alcuni esercizi storici fiorentini, gli uffici della Reale Mutua Assicurazioni, e la farmacia Molteni che ancora oggi si apre sulla cantonata. Quest'ultima, nata nel 1892 nel luogo dove era l'antica spezieria al canto del Diamante (attestata in questo luogo dalla fine del XIII secolo), conserva arredi e decori interni di gusto tardo neoclassico, databili alla seconda metà dell'Ottocento, che si dicono disegnati da Giovanni Duprè.

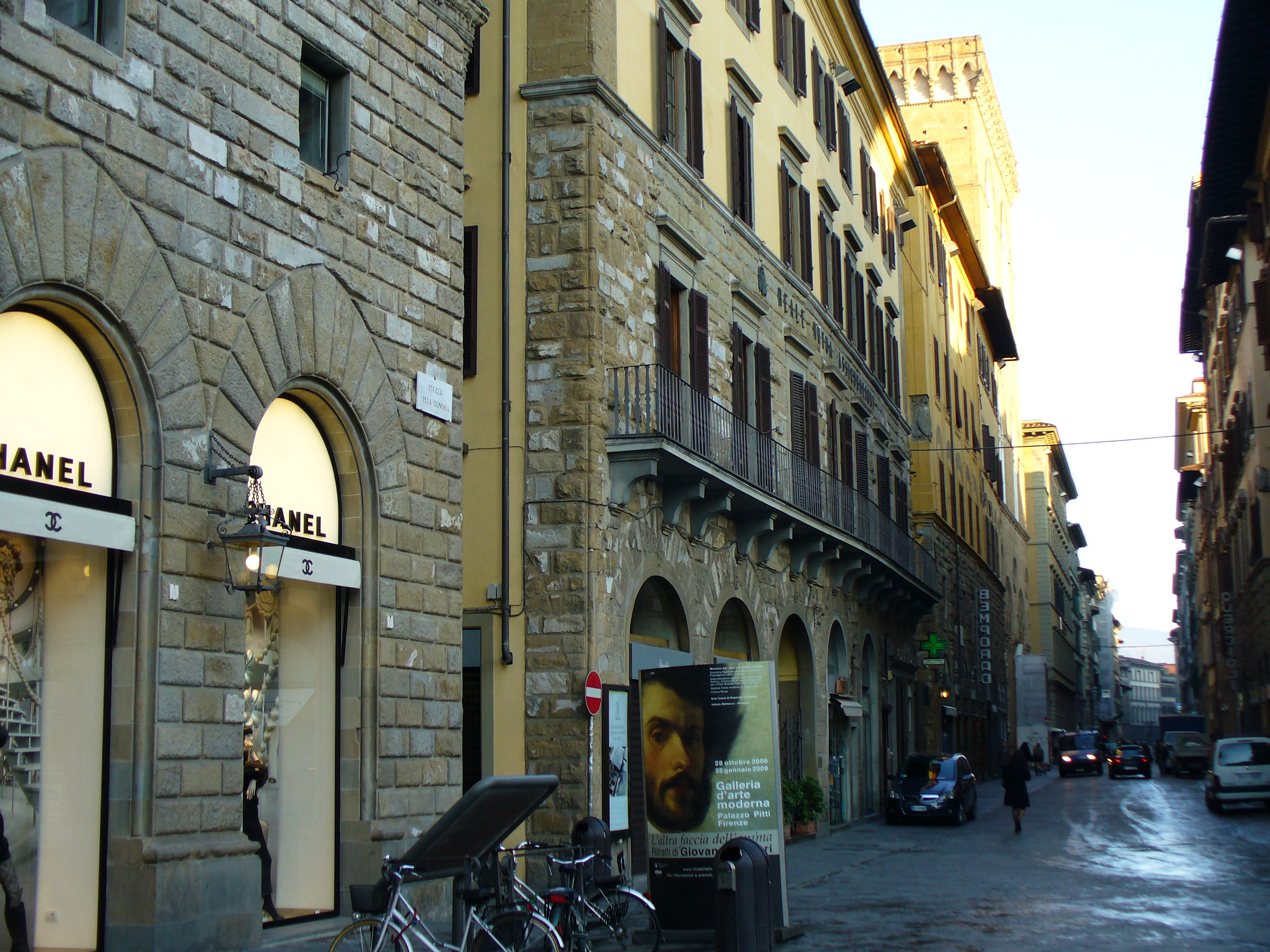
Angolo con via Calimaruzza
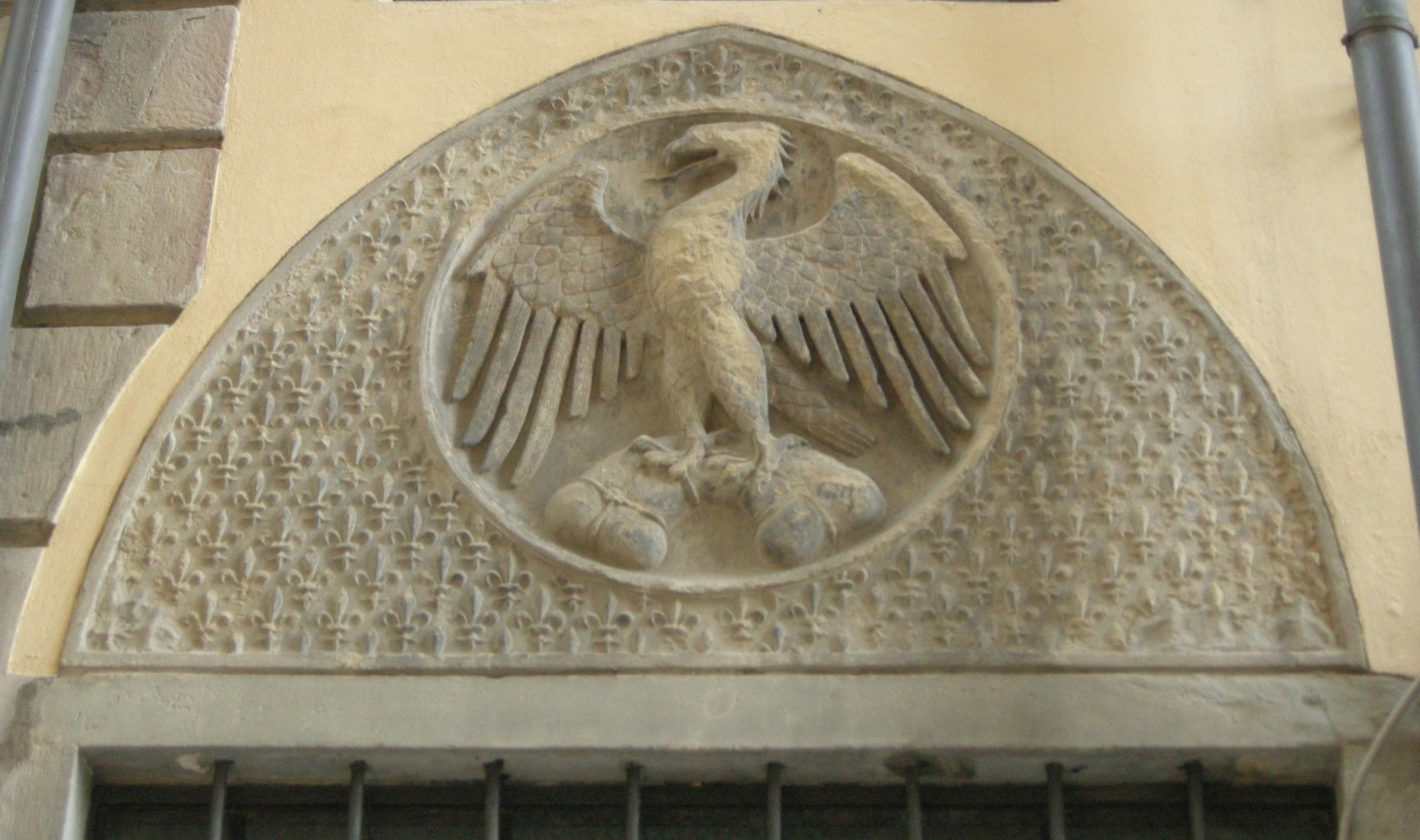
Stemma dell'Arte di Calimala, su via Calimaruzza
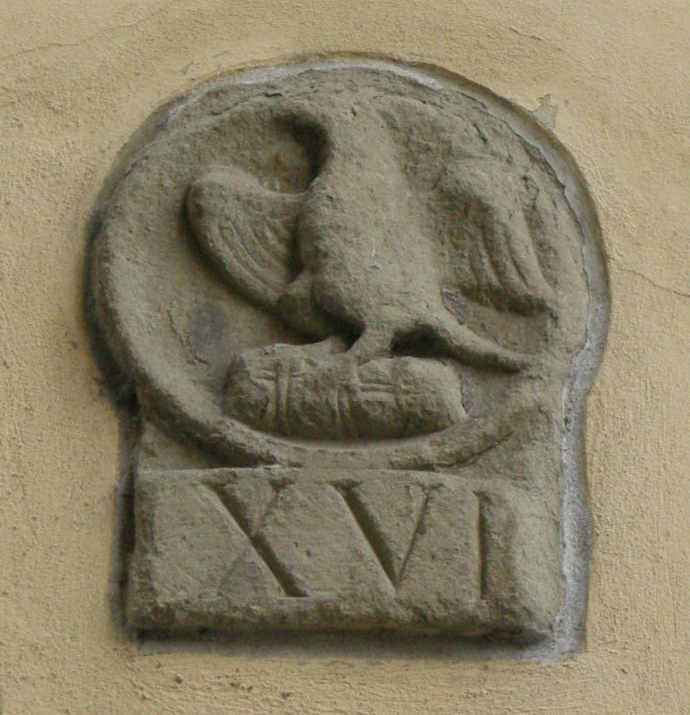
Pietrino con numero di inventario in cifre romane